# Tournoi de tennis de Toulouse
Le tournoi de Toulouse est un tournoi de tennis qui a eu lieu à l'ancien Palais des sports de Toulouse.

## Histoire
Le tournoi de Toulouse a été créé par Christian Bîmes.
Il a précédemment été nommé Adidas Open de Toulouse Midi-Pyrénées.
Il s'est déroulé sur moquette jusqu'en 1993 puis sur dur indoor jusqu'en 2000[réf. nécessaire].
Guy Forget détient le record de titres (3).
L'explosion de l'usine AZF la veille du premier jour de l'édition 2001 entraine des dommages structuraux au Zénith de Toulouse où devait se dérouler le tournoi, forçant les organisateurs à annuler l'édition 2001. En 2003, l'Open de Moselle prend sa place sur le calendrier ATP.
En 2022, un tournoi de catégorie Challenger est organisé à Toulouse.

## Palmarès

### Simple
| No | Date       | Nom et lieu du tournoi                   | Catégorie      | Dotation       | Surface        | Vainqueur          | Finaliste          | Score          |                |
| -- | ---------- | ---------------------------------------- | -------------- | -------------- | -------------- | ------------------ | ------------------ | -------------- | -------------- |
| 1  | 08-11-1982 | Grand Prix de Toulouse, Toulouse         |                | 75 000 $       | Dur (int.)     | Yannick Noah       | Tomáš Šmíd         | 6-3, 6-2       |                |
| 2  | 21-11-1983 | Grand Prix de Toulouse, Toulouse         |                | 100 000 $      | Dur (int.)     | Heinz Günthardt    | Pablo Arraya       | 6-0, 6-2       |                |
| 3  | 19-11-1984 | Grand Prix de Toulouse, Toulouse         |                | 100 000 $      | Dur (int.)     | Mark Dickson       | Heinz Günthardt    | 7-6, 6-4       |                |
| 4  | 07-10-1985 | Grand Prix de Toulouse, Toulouse         |                | 125 000 $      | Dur (int.)     | Yannick Noah       | Tomáš Šmíd         | 6-4, 6-4       |                |
| 5  | 06-10-1986 | Grand Prix de Toulouse, Toulouse         |                | 150 000 $      | Dur (int.)     | Guy Forget         | Jan Gunnarsson     | 4-6, 6-3, 6-2  |                |
| 6  | 12-10-1987 | Grand Prix de Toulouse, Toulouse         |                | 175 000 $      | Dur (int.)     | Tim Mayotte        | Ricki Osterthun    | 6-2, 5-7, 6-4  |                |
| 7  | 10-10-1988 | Grand Prix de Toulouse, Toulouse         |                | 240 000 $      | Dur (int.)     | Jimmy Connors      | Andrei Chesnokov   | 6-2, 6-0       |                |
| 8  | 09-10-1989 | Grand Prix de Toulouse, Toulouse         |                | 225 000 $      | Dur (int.)     | Jimmy Connors      | John McEnroe       | 6-3, 6-3       |                |
| 9  | 01-10-1990 | Grand Prix de Toulouse, Toulouse         | World Series   | 260 000 $      | Dur (int.)     | Jonas Svensson     | Fabrice Santoro    | 7-6, 6-2       |                |
| 10 | 30-09-1991 | Grand Prix de Toulouse, Toulouse         | World Series   | 260 000 $      | Dur (int.)     | Guy Forget         | Amos Mansdorf      | 6-2, 7-64      |                |
| 11 | 05-10-1992 | Grand Prix de Toulouse, Toulouse         | World Series   | 275 000 $      | Dur (int.)     | Guy Forget         | Petr Korda         | 6-3, 6-2       |                |
| 12 | 04-10-1993 | Grand Prix de Toulouse, Toulouse         | World Series   | 375 000 $      | Dur (int.)     | Arnaud Boetsch     | Cédric Pioline     | 7-65, 3-6, 6-3 |                |
| 13 | 03-10-1994 | Grand Prix de Toulouse, Toulouse         | World Series   | 375 000 $      | Dur (int.)     | Magnus Larsson     | Jared Palmer       | 6-1, 6-3       |                |
| 14 | 02-10-1995 | Grand Prix de Toulouse, Toulouse         | World Series   | 375 000 $      | Dur (int.)     | Arnaud Boetsch     | Jim Courier        | 6-4, 65-7, 6-0 |                |
| 15 | 14-10-1996 | Grand Prix de Toulouse, Toulouse         | World Series   | 375 000 $      | Dur (int.)     | Mark Philippoussis | Magnus Larsson     | 6-1, 5-7, 6-4  |                |
| 16 | 22-09-1997 | Open de Toulouse Midi-Pyrénées, Toulouse | World Series   | 375 000 $      | Dur (int.)     | Nicolas Kiefer     | Mark Philippoussis | 7-5, 5-7, 6-4  |                |
| 17 | 28-09-1998 | Open de Toulouse Midi-Pyrénées, Toulouse | Int' Series    | 375 000 $      | Dur (int.)     | Jan Siemerink      | Greg Rusedski      | 6-4, 6-4       | Tableau        |
| 18 | 27-09-1999 | Open de Toulouse Midi-Pyrénées, Toulouse | Int' Series    | 375 000 $      | Dur (int.)     | Nicolas Escudé     | Daniel Vacek       | 7-5, 6-1       | Tableau        |
| 19 | 16-10-2000 | Adidas Open, Toulouse                    | Int' Series    | 375 000 $      | Dur (int.)     | Àlex Corretja      | Carlos Moyà        | 6-3, 6-2       | Tableau        |
|    | 2001-2021  | Pas de tournoi                           | Pas de tournoi | Pas de tournoi | Pas de tournoi | Pas de tournoi     | Pas de tournoi     | Pas de tournoi | Pas de tournoi |
| 20 | 29-08-2022 | Internationaux de Toulouse, Toulouse     | Challenger     | 45 730 €       | Terre (ext.)   | Kimmer Coppejans   | Maxime Janvier     | 68-7, 6-4, 6-3 |                |

### Double
| No | Date       | Nom et lieu du tournoi                   | Catégorie      | Dotation       | Surface        | Vainqueurs                           | Finalistes                         | Score           |                |
| -- | ---------- | ---------------------------------------- | -------------- | -------------- | -------------- | ------------------------------------ | ---------------------------------- | --------------- | -------------- |
| 1  | 08-11-1982 | Grand Prix de Toulouse, Toulouse         |                | 75 000 $       | Dur (int.)     | Pavel Složil Tomáš Šmíd              | Jean-Louis Haillet Yannick Noah    | 6-4, 6-4        |                |
| 2  | 21-11-1983 | Grand Prix de Toulouse, Toulouse         |                | 100 000 $      | Dur (int.)     | Heinz Günthardt Pavel Složil         | Bernard Mitton Butch Walts         | 5-7, 7-5, 6-4   |                |
| 3  | 19-11-1984 | Grand Prix de Toulouse, Toulouse         |                | 100 000 $      | Dur (int.)     | Jan Gunnarsson Michael Mortensen     | Pavel Složil Tim Wilkison          | 6-4, 6-2        |                |
| 4  | 07-10-1985 | Grand Prix de Toulouse, Toulouse         |                | 125 000 $      | Dur (int.)     | Ricardo Acuña Jakob Hlasek           | Pavel Složil Tomáš Šmíd            | 3-6, 6-2, 9-7   |                |
| 5  | 06-10-1986 | Grand Prix de Toulouse, Toulouse         |                | 150 000 $      | Dur (int.)     | Miloslav Mečíř Tomáš Šmíd            | Jakob Hlasek Pavel Složil          | 6-2, 3-6, 6-4   |                |
| 6  | 12-10-1987 | Grand Prix de Toulouse, Toulouse         |                | 175 000 $      | Dur (int.)     | Wojtek Fibak Michiel Schapers        | Kelly Jones Patrik Kühnen          | 6-2, 6-4        |                |
| 7  | 10-10-1988 | Grand Prix de Toulouse, Toulouse         |                | 240 000 $      | Dur (int.)     | Tom Nijssen Ricki Osterthun          | Mansour Bahrami Guy Forget         | 6-3, 6-4        |                |
| 8  | 09-10-1989 | Grand Prix de Toulouse, Toulouse         |                | 225 000 $      | Dur (int.)     | Mansour Bahrami Éric Winogradsky     | Todd Nelson Roger Smith            | 6-2, 7-6        |                |
| 9  | 01-10-1990 | Grand Prix de Toulouse, Toulouse         | World Series   | 260 000 $      | Dur (int.)     | Neil Broad Gary Muller               | Michael Mortensen Michiel Schapers | 7-6, 6-4        |                |
| 10 | 30-09-1991 | Grand Prix de Toulouse, Toulouse         | World Series   | 260 000 $      | Dur (int.)     | Tom Nijssen Cyril Suk                | Jeremy Bates Kevin Curren          | 4-6, 6-3, 7-6   |                |
| 11 | 05-10-1992 | Grand Prix de Toulouse, Toulouse         | World Series   | 275 000 $      | Dur (int.)     | Brad Pearce Byron Talbot             | Guy Forget Henri Leconte           | 6-1, 3-6, 6-3   |                |
| 12 | 04-10-1993 | Grand Prix de Toulouse, Toulouse         | World Series   | 375 000 $      | Dur (int.)     | Byron Black Jonathan Stark           | David Prinosil Udo Riglewski       | 7-5, 7-6        |                |
| 13 | 03-10-1994 | Grand Prix de Toulouse, Toulouse         | World Series   | 375 000 $      | Dur (int.)     | Menno Oosting Daniel Vacek           | Patrick McEnroe Jared Palmer       | 7-6, 6-7, 6-3   |                |
| 14 | 02-10-1995 | Grand Prix de Toulouse, Toulouse         | World Series   | 375 000 $      | Dur (int.)     | Jonas Björkman John-Laffnie de Jager | Dave Randall Greg Van Emburgh      | 7-6, 7-6        |                |
| 15 | 14-10-1996 | Grand Prix de Toulouse, Toulouse         | World Series   | 375 000 $      | Dur (int.)     | Jacco Eltingh Paul Haarhuis          | Olivier Delaitre Guillaume Raoux   | 6-3, 7-5        |                |
| 16 | 22-09-1997 | Open de Toulouse Midi-Pyrénées, Toulouse | World Series   | 375 000 $      | Dur (int.)     | Jacco Eltingh Paul Haarhuis          | Jean-Philippe Fleurian Max Mirnyi  | 6-3, 7-6        |                |
| 17 | 28-09-1998 | Open de Toulouse Midi-Pyrénées, Toulouse | Int' Series    | 375 000 $      | Dur (int.)     | Olivier Delaitre Fabrice Santoro     | Paul Haarhuis Jan Siemerink        | 6-2, 6-4        | Tableau        |
| 18 | 27-09-1999 | Open de Toulouse Midi-Pyrénées, Toulouse | Int' Series    | 375 000 $      | Dur (int.)     | Olivier Delaitre Jeff Tarango        | David Adams John-Laffnie de Jager  | 3-6, 7-62, 6-4  | Tableau        |
| 19 | 16-10-2000 | Adidas Open, Toulouse                    | Int' Series    | 375 000 $      | Dur (int.)     | Julien Boutter Fabrice Santoro       | Donald Johnson Piet Norval         | 7-68, 4-6, 7-65 | Tableau        |
|    | 2001-2021  | Pas de tournoi                           | Pas de tournoi | Pas de tournoi | Pas de tournoi | Pas de tournoi                       | Pas de tournoi                     | Pas de tournoi  | Pas de tournoi |
| 20 | 29-08-2022 | Internationaux de Toulouse, Toulouse     | Challenger     | 45 730 €       | Terre (ext.)   | Maxime Janvier Malek Jaziri          | Théo Arribagé Titouan Droguet      | 6-3, 7-65       |                |